# Kloster Varnhem
Die Klosterkirche Varnhem, im Ort Varnhem zwischen den Städten Skara und Skövde in der schwedischen Provinz Västergötland gelegen, ist die Grabkirche der mittelalterlichen Königsdynastie Eriks (Knut Eriksson und Erik Knutsson, Erik Eriksson) sowie des Stammvaters der Folkungerdynastie Birger Jarl und des Reichskanzlers Magnus Gabriel de la Gardie.

## Geschichte

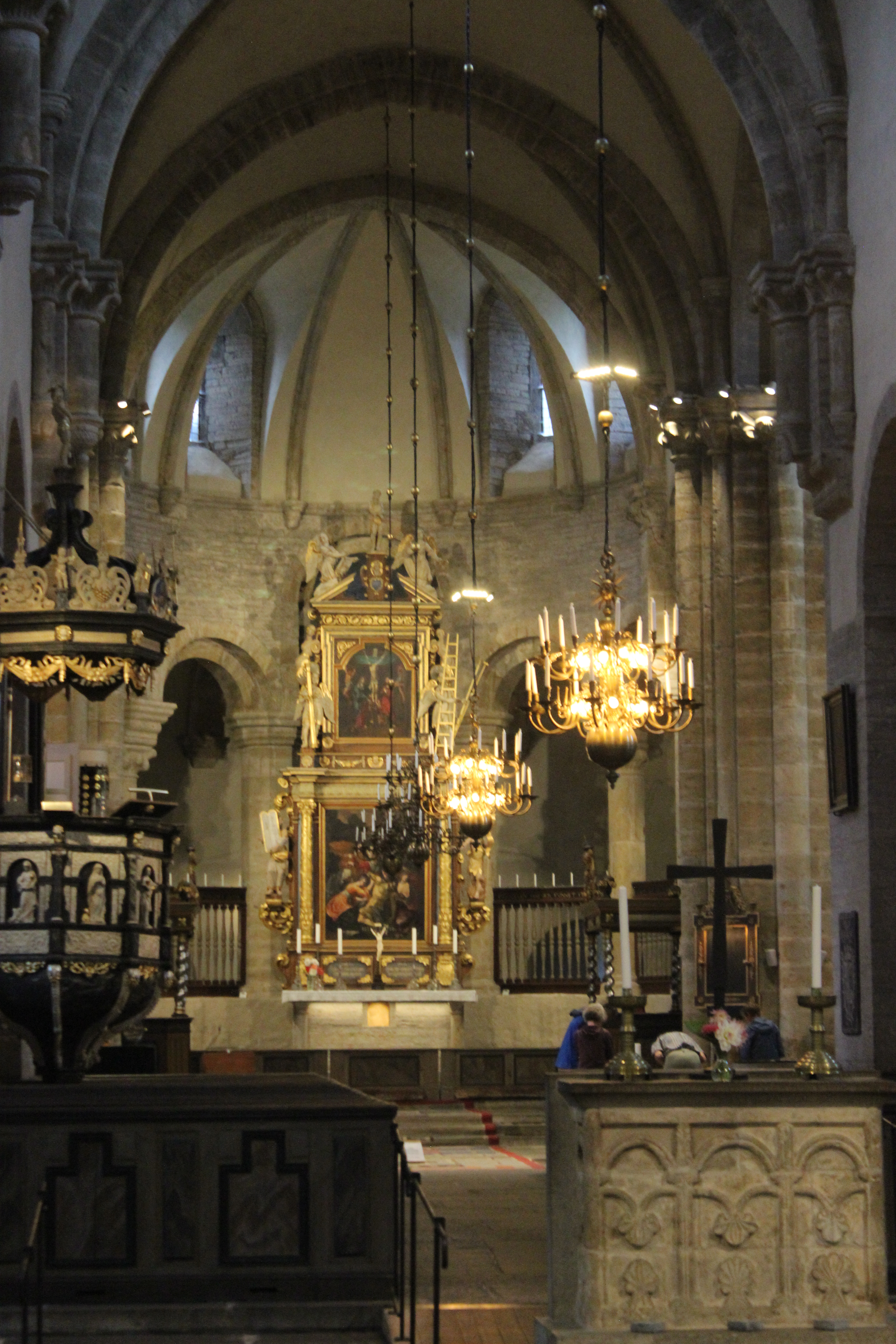
Klosterkirche Varnhem (Innenansicht)

Das Kloster Varnhem wurde 1150 von Zisterziensern als Tochter von Kloster Alvastra gegründet, das wiederum eine Tochter der Primarabtei Clairvaux war. Die Mönche wurden einige Jahre später, 1158, von Königin Kristina, der Frau von Erik IX. und Mutter von Knut l. Eriksson, aus Varnhem vertrieben. Nach der im Jahr 1409 niedergeschriebenen Narratiuncula de fundatione monasterij Vitaescholae in Cimbria soll Kloster Vitskøl in Dänemark von Varnhem aus gegründet worden sein. Nach ihrer Rückkehr nach Varnhem wurden sie vom Königsgeschlecht Eriks unterstützt.
Die Klosterkirche, ursprünglich in romanischem Stil gebaut, wurde bei einem Brand 1234 schwer beschädigt. Sie wurde in frühgotischem Stil nach dem Vorbild der Kirchen von Clairvaux (Frankreich) (Clairvaux II, mit Umgangschor) und Marienfeld (Deutschland) wiederaufgebaut. Der Chor wurde durch einen halbkreisförmigen Chorumgang mit Kapellenkranz erweitert. Nach der Reformation wurde das Kloster aufgelassen und von der Krone eingezogen; das Kloster und die Kirche verfielen.
In der Mitte des 17. Jahrhunderts besuchte der schwedische Reichskanzler Magnus Gabriel de la Gardie (1622–1686), dessen Grafschaft Läckö nicht weit von Varnhem lag, die Kirche. Er erkannte den Wert der Kirche als ehemalige königliche Grabkirche und ließ sie renovieren, da sie seine eigene Grabstätte (und die seiner Familie) beherbergen sollte. Zu dieser Zeit wurde sie neu ausgestaltet, und die Westfassade mit den Turmspitzen und der Dachreiter über der Kreuzmitte wurden neu geschaffen. 1673 waren die Arbeiten so weit abgeschlossen, dass die Kirche wieder geweiht werden konnte.
Zwischen 1918 und 1923 wurde die Kirche erneut renoviert. Gleichzeitig wurden die Grundmauern der Klostergebäude ausgegraben. Diese Ausgrabungen wurden in den 1970er Jahren wieder aufgenommen und sind heute der Öffentlichkeit zugänglich. Weitere Fundstücke können im Klostermuseum neben der Kirche besichtigt werden.
Nachdem der schwedische Autor Jan Guillou das Kloster zu einem wichtigen Schauplatz in den historischen Romanen seiner Götaland-Trilogie (1998–2000) gemacht hatte, nahm der Tourismus stark zu. Ein Pilgerweg führt zum Kloster und zu anderen benachbarten Schauplätzen der Trilogie. Weitere Ausgrabungen in den Jahren 2005–2008 legten einen Raum frei, der als ältester christlicher Sakralraum Schwedens gilt und neues Licht auf die Frühgeschichte der Christianisierung wirft. Seit 2017 wird er – unter einer dazu eigens errichteten Dachkonstruktion –  der Öffentlichkeit gezeigt.
In der Nähe liegt das Gräberfeld von Lilla Lycke.